# الدولة الدرانية
الدولة الدُّرّانية (بالبشتوية: د درانيانو ټولواکمني)‏ وتسمى أيضًا المملكة السدوزية (د سدوزو واکمني) والإمبراطورية الأفغانية (د افغانانو واکمني)، كانت دولة أسسها أحمد شاه الدراني في أجزاء من آسيا الوسطى والشرق الأوسط وجنوب آسيا. كان أوسع امتداد للدولة امتدادها في المناطق التي تسمى اليوم أفغانستان وباكستان، وأجزاء من شمال شرق إيران وجنوب شرق إيران، وشرق تركمانستان وشمال غرب الهند.
بعد وفاة نادر شاه أفشار في يونيو عام 1747، حكم منطقة قندهار أحمد شاه الدراني. بعد ذلك، غزا غزنة وكابل وبيشاور في العام نفسه. في عام 1749، تنازل الحاكم المغولي عن سيادته على مناطق كثيرة في شمال غرب الهند للأفغان. اتجه أحمد شاه بعد ذلك غربًا وسيطر على مشهد التي كان يحكمها شاهرخ مِرزا. ثم أرسل جيشًا ليستولي على المناطق في شمال هندوكوش، وما لبثت القبائل المختلفة أن انضمت كلها إلى مسعاه. غزا أحمد شاه وجيشه الهند أربع مرات، وسيطر على كشمير وإقليم البنجاب. في أوائل عام 1757، حاز دلهي، ولكنه سمح للحكام المغوليين أن يبقوا مسيطرين سيطرة اسمية على أن يقر الحاكم بسيادة أحمد شاه على البنجاب والسند وكشمير.
بعد موت أحمد شاه في نحو عام 1772، خلفه في الحكم ابنه تيمور شاه الدراني، وقرر أن يجعل كابل عاصمة الدولة الجديدة، وجعل بيشاور عاصمة الشتاء. تعتبر الدولة الدرانية أساس دولة أفغانستان الحديثة، ويعتبر أحمد شاه الدراني «أبا الأمّة».

## حُكم أحمد شاه دراني (1747–1772)

### تأسيس الدولة الأفغانية
في عام 1709، استقل مير ويس هوتاك، رئيس قبيلة غلزائي القندهارية عن الفرس الصفويين. بين عامي 1722 و1725، حكم ابنه محمود هوتاك أجزاء كبيرة من إيران وسمّى نفسه شاه فارس. ولكن أمر سلالة الهوتاك انتهى عام 1738 بعد أن أطاح الأفشاريون بهم ونفوهم، وكان قائد الأفشاريين نادر شاه أفشار الفارسي.
كان عام 1747 أول ظهور محدد لكيان أفغاني سياسي مستقل عن ممالك فارس والمغول. في يوليو عام 1747، عُقد مجمع أكبر قرب قندهار واختير فيه أحمد شاه دراني قائد الأفغان الجديد، ومن هنا تأسست السلالة الدرانية الحاكمة. كان سبب اختياره أنه أصغر من منافسيه، وكانت له فضائل أخرى تفضله عليهم. كان أحمد شاه دراني ابن أسرة محترمة لها خلفية سياسية، إذ كان أبوه حاكم هرات الذي مات في معركة دفاعًا عن الأفغان.

## انتصارات مبكرة
كان مما فعله أحمد شاه على الصعيد العسكري أن احتل قلات وغزنة من الغلزائيين، وانتزع كابل وبيشاور من الحاكم ناصر خان الذي عينه المغوليون. في عام 1749، أُجبر الإمبراطور المغولي أحمد شاه بهادر على تسليم السند والبنجاب ونهر السند المهم لأحمد شاه دراني مقابل حماية عاصمته من الهجوم الأفغاني. لمّا سيطر أحمد شاه على هذه المناطق شرقًا دون قتال، اتجه غربًا ليحتل مشهد، التي كان يحكمها حفيد نادر شاه أفشار، وهو شاهرخ أفشار. ثم أرسل جيشًا ليستولي على المناطق في شمال جبال هندوكوش. وما لبث جيشه القوي أن ضمّ إليه الطاجيك والهزارة والأوزبكيين والتركمان، وقبائل أخرى من شمال أفغانستان. غزا أحمد شاه بقايا الإمبراطورية المغولية مرة ثالثة، ثم رابعة، ليعزز سيطرته على كشمير والبنجاب، وكانت لاهور تحت حكم الأفغان. ثم حاز دلهي عام 1757، ولكنه سمح للمغول أن يحكموا حكمًا اسميًّا ما داموا مقرّين بسيادة أحمد شاه على البنجاب والسند وكشمير. خلّف أحمد شاه ابنه تيمور شاه الدراني في الهند ليحفظ مصالحه، ليتركها ويرجع إلى أفغانستان.

### علاقاته مع الصين
تنبهت سلالة تشينغ الحاكمة في الصين لتوسع أحمد شاه حتى وصل إلى حدود كازاخستان، حاول أحمد شاه أن يجمع الخانات والكازاخستانيين المسلمين المجاورين ليتوحدوا ويهاجموا الصين، بحجة تحرير المسلمين الخاضعين لحكمها في الغرب. أوقف أحمد شاه التجارة مع الصين التشينغية وأرسل كتائبه إلى قوقند. ولكن حملاته في الهند أرهقت خزينة دولته، وقواته في آسيا الوسطى ضعفت، ولم يكن بين يديه ما يعينه على أي شيءٍ سوى إرسال وفد إلى بكين لإجراء مفاوضات لم تنجح.

### معركة باني بت الثالثة
لم تزل القوة المغولية في شمال الهند في تراجع بعد موت أورنكزيب عام 1707. في 1751–52 وُقّعت اتفاقية الأحمدية بين الماراثيين والمغول، عندما كان بالاجي باجيراو هو البيشوا. بمقتضى الاتفاقية، سيطر الماراثيون ظاهريًّا على كل الهند من عاصمتهم في بون، أما الحكم المغولي فاقتصر على دلهي (إذ بقي المغول هم القادة الاسميون في دلهي). كان الماراثيون يحاولون التوسع إلى شمال غرب الهند. سيطر أحمد شاه على العاصمة المغولية وأخذ غنائمه التي كسبها. أرسل البيشوا بالاجي راغوناثراو ليواجه الأفغان. هزم راغوناثراو الروهيلات والحاميات الأفغانية في البنجاب ونجح في إخراج تيمور شاه الدراني وبلاطه من الهند واستعاد لاهور ومولتان وكشمير ومدنًا أخرى في الجهة الهندية من أتّك إلى الحكم الماراثي. لذا أُجبر أحمد شاه بعد عودته إلى قندهار عام 1757 أن يرجع إلى الهند ويواجه حملات الاتحاد الماراثي الشديدة.
أعلن أحمد شاه الجهاد ضد الماراثيين، وانضم المقاتلون من مختلف قبائل الأفغان إلى جيشه، كان منهم شعب البلوش تحت حكم خان قلات مير ناصر الأول القلاتي. اختير زبردست خان قائدًا لكل القوى العسكرية. حدثت مناوشات تلاها انتصار الأفغانيين على حاميات ماراثية كبيرة في شمال غرب الهند ومع حلول عام 1759 وصل أحمد شاه مع جيشه إلى لاهور وتجهز لقتال الماراثيين. اشتهر أحمد شاه بانتصاره في حروب هي أكبر بكثير من قدرة جيشه. في عام 1760، كانت المجموعات الماراثية قد اتحدت في جيش كبير تحت قيادة ساداشيفراو باو. كانت أرض المعركة في باني بت مرة أخرى، بين قوتين تتنازعان السيطرة على شمال الهند. اشتعلت معركة باني بت الثالثة (14 يناير 1761) بين جيشين أحدهما معظمه مسلم والثاني معظمه هندوسي، على جبهة طولها 12 كيلومترًا. على الرغم من أن أحمد شاه هزم الماراثيين هزيمة حاسمة، فإن سيطرته على مناطقه نغّصتها تحديات كثيرة. من جهة الخسائر، عانى الأفغان معاناة شديدة في معركة باني بت الثالثة. أضعف هذه قبضة أحمد شاه على البنجاب التي وقعت في أيدي السيخيين. ثارت تمردات في شمال منطقة بخارى. هزم الدرانيون الماراثيين هزيمة حاسمة في معركة باني بت الثالثة في 14 يناير عام 1761. تكبد الماراثيون خسائر كبيرة في باني بت، وكانت نكسة ضخمة للبيشوا بالاجي راو. تلقى أخبار الهزيمة في باني بت يوم 24 يناير عام 1761 في بيلسا، عندما كان يقود قوة تعزيز. خسر البيشوا بالاجي قادة من أهم قادته، وخسر ابنه فيشواسراو في معركة باني بت. توفي بالاجي في 23 يونيو عام 1761، وخلفه ابنه الأصغر ماداف راو الأول.

## ملوك السلالة الدرانية
| الحاكم                             | صورة | مـن   | إلـى  |
| ---------------------------------- | ---- | ----- | ----- |
| أحمد شاه الدراني                   |      | 1747م | 1772م |
| تيمور شاه الدراني                  |      | 1772م | 1793م |
| زمان شاه الدراني                   |      | 1793م | 1801م |
| محمود شاه الدراني (الفترة الأولى)  |      | 1801م | 1803م |
| شجاع شاه الدراني                   |      | 1803م | 1809م |
| محمود شاه الدراني (الفترة الثانية) |      | 1809م | 1818م |
| علي شاه الدراني                    |      | 1818م | 1819م |
| أيوب شاه الدراني                   |      | 1819م | 1823م |